# 坂田九十百
坂田 九十百（さかた つくも、1898年〈明治31年〉11月1日 - 1983年〈昭和58年〉6月13日）は、日本の政治家。福岡県田川市長を務めた。

## 略歴
福岡県鞍手郡西川村（現・福岡県鞍手町）生まれ。1943年（昭和18年）から田川市市議、1955年（昭和30年）から1979年（昭和54年）まで6期24年田川市長をつとめた。炭鉱閉山ラッシュの田川市や筑豊地区（市長就任時筑豊に246を数えた炭鉱は任期中全滅）で活躍し、産炭地振興に尽力、産炭地域振興臨時措置法などにかかわる。
また、1960年代後半に結成された全国革新市長会に参加し、1969年には在日朝鮮人から請求を受けていた朝鮮籍への変更申請を認めるなどの活動も行った。
市長退職後は退職金と功労金を全て寄付し、奨学金支給事業を運営することとなった。1979年（昭和54年）田川市名誉市民。